# Ґален Строусон
Ґален Джон Строусон (народився 1952) — британський аналітичний філософ і літературний критик, який працює здебільшого над філософією свідомості, метафізикою (включаючи свободу волі, панпсихізм, дихотомію розуму та тіла і самість), філософією Джона Лока, Девіда Юма, Іммануїла Канта та Фрідріха Ніцше. Багато років був консультантом-редактором у The Times Literary Supplement, а також регулярним рецензентом книг для The Observer, The Sunday Times, The Independent, Financial Times та The Guardian. Син філософа П. Ф. Строусона. Обіймав кафедру філософії в Техаському університеті, Остін, до цього багато років викладав в університеті Редінга, Міському університеті Нью-Йорка та Оксфордському університеті.

## Життєпис
Строусон, старший син оксфордського філософа П. Ф. Строусона, здобув освіту в Драконовій школі, Оксфорд (1959–65), звідки виборов стипендію у Вінчестерському коледжі (1965–68). Закінчив школу в 16, завершивши А-рівні та виборовши місце у Трініті-Хол, Кембридж. В Кембриджі читав східні студії (1969–71), соціальні та політичні науки (1971–72) і моральні науки (1972–73), перш ніж переїхати до Оксфордського університету, де в 1977 році отримав ступінь бакалавра філософії і ступінь доктора філософії у 1983 році. Також провів рік, в якості вільного слухача в Університеті Парижу I Пантеон-Сорбонна, як стипендіат уряду Франції (1977–78).
Строусон викладав в Оксфордському університеті з 1979 по 2000 рік, спочатку як викладач-стипендіат в кількох різних коледжах, а тоді, з 1987, як співробітник і тьютор коледжу Ісуса, Оксфорд. В 1993 році він був запрошеним науковим співробітником Дослідницької школи соціальних наук в Канберрі [Архівовано 11 вересня 2019 у Wayback Machine.]. Також викладав як запрошений професор у Нью-Йоркському Університеті (1997), Ратґерському університеті (2000), Массачусетському технологічному інституті (2010) та у Вищій школі соціальних наук у Парижі (2012). У 2011 році був Стипендіатом Старого Домініону при Раді гуманітарних наук Принстонського університету (2011). В 2000 перейшов до Університету Редінга як професор філософії, а також з 2004 по 2007 рік був Заслуженим Професором Філософії Навчального Центру Міського Університету Нью-Йорка. В 2012 році приєднався до факультету Техаського університету в Остіні, як голова нової Кафедри Філософії .

## Свобода волі
В дебатах про свободу волі Струсон вважає, що існує фундаментальний сенс, в якому вільна воля неможлива, незалежно від істинності детермінізму. Він аргументує цю позицію тим, що називає своїм "основним аргументом", який має на меті показати, що ніхто ніколи не несе остаточної моральної відповідальності за свої вчинки, а отже, ні в кого немає вільної волі в тому сенсі, що зазвичай нас стосується. У своїй найпростішій формі основний аргумент працює наступним чином:
1. Ти робиш те, що робиш, у будь-якій ситуації, через те, яким ти є.
2. Щоб бути остаточно морально відповідальним за те, що робиш, ти маєш в кінцевому рахунку нести відповідальність за те, яким ти є - принаймні в певних ключових психічних відношеннях.
3. Але ти не можеш нести остаточну відповідальність за те, яким ти є, в будь-якому відношенні, взагалі.
4. Тобто, ти не можеш нести остаточну відповідальність за те, що робиш[4].

Цей аргумент нагадує позицію Артура Шопенгауера у "Про четвероякий корінь закону достатньої підстави", узагальнений Еріком Ф. Дж. Пейном як "закон мотивації, який зазначає, що певний напрямок дій неминуче витікає із заданого характеру й мотиву".

## Панпсихізм
Строусон ствердив, що те, що він називає реалістичним фізикалізмом, умовиводить панпсихізм . Він пише, що «як справжній фізикаліст, я вважаю, що ментально/експериментальне є фізичним» . Він цитує фізика Артура Еддінгтона в підтримку своєї позиції так: «Якщо ми маємо вбудувати наш графік показань індикаторів в якійсь вид фону, принаймні, давайте приймемо єдину зачіпку, яку ми отримали щодо значимості фону, - а саме, що він має природу, здатну проявляти себе як розумову діяльність". Редактор журналу Journal of Consciousness Studies Ентоні Фріман, зазначає, що панпсихізм багатьма розглядається як той або інший "рівний божевільний, чи інакше прямий шлях назад до анімізму та забобонів" . Проте панпсихізм має давню традицію в західній думці .

### Книги
- Freedom and Belief (1986) ISBN 0-19-823933-5
- The Secret Connexion (1989) ISBN 0-19-824038-4
- Mental Reality (1994) ISBN 0-262-19352-3
- The Self? (editor) (2005) ISBN 1-4051-2987-5
- Consciousness and Its Place in Nature: Does physicalism entail panpsychism? (2006) ISBN 1-84540-059-3
- Real Materialism and Other Essays (2008) ISBN 978-0-19-926743-9
- Selves: An Essay in Revisionary Metaphysics (2009) ISBN 978-0-19-825006-7
- The Evident Connexion: Hume on Personal Identity (2011) ISBN 978-0-19-960850-8
- Locke on Personal Identity: Consciousness and Concernment (2011) ISBN 978-0-691-14757-4
- The Subject of Experience (2017) ISBN 978-0198777885
- Things That Bother Me: Death, Freedom, The Self etc. (2018) (New York Review of Books Inc.)

### Українською[11]
Уривок з * The Subject of Experience (2017) для ознайомлення: Ґален Строусон. Суб'єкт Досвіду. [Архівовано 25 серпня 2019 у Wayback Machine.]